# Bistum Incheon
Das Bistum Incheon (lat.: Dioecesis Inchonensis, kor.: 천주교 인천교구) ist eine in Südkorea gelegene römisch-katholische Diözese mit Sitz in Incheon.

## Geschichte
Das Bistum Incheon wurde am 6. Juni 1961 durch Papst Johannes XXIII. mit der Apostolischen Konstitution Coreanae nationis orae aus Gebietsabtretungen des Apostolischen Vikariates Seoul als Apostolisches Vikariat Inch’on errichtet. Am 10. März 1962 wurde das Apostolische Vikariat Inch’on durch Johannes XXIII. mit der Apostolischen Konstitution Fertile Evangelii zum Bistum erhoben und in Bistum Incheon umbenannt. Es wurde dem Erzbistum Seoul als Suffraganbistum unterstellt.

## Ordinarien

### Apostolische Vikare von Inch’on
- William John McNaughton MM, 1961–1962

### Bischöfe von Incheon
- William John McNaughton MM, 1962–2002
- Boniface Choi Ki-san, 2002–2016
- John Baptist Jung Shin-chul, seit 2016

### Weihbischof in Incheon
- John Baptist Jung Shin-chul (2010–2016)